# Дом Мертенса
Дом Ме́ртенса — историческое здание, памятник архитектуры на Невском проспекте в Санкт-Петербурге: торговый дом, стиль которого иллюстрирует оригинальное течение модерн-классицизма в архитектуре русского модерна.
Современный адрес: 191023, РФ, г. Санкт-Петербург [Центральный район, Муниципальный округ № 78], Невский проспект, д. 21

## Описание
Пятиэтажное здание с подвалом и мансардой, завершающей южный дворовый флигель. Здание имеет два прямоугольных в плане внутренних двора и два воротных проезда.
Западный, восточный и южный фасады — брандмауэрные стены. Лицевой фасад обращён на север и решён в приемах неоклассицизма в виде аркады из трёх полуциркульных арок, опирающихся на полуколонны и пилястры гигантского ордера с капителями композитного ордера. Каждая из трёх арок, завершена замковым камнем волютообразной формы, опирающихся на кронштейны в виде листьев аканта: проёмы арок на всю высоту фасада остеклены, использованы металлические переплёты и ограждающие наружные металлические поручни на кронштейнах.
Фасад вызывает множественные исторические ассоциации. Важную группу источников составляют старинные итальянские лоджии, в первую очередь лоджия Ланци XIV века во Флоренции. Ордерные аркады служили одной из формул итальянского ренессанса и маньеризма. Вместе с тем, Лялевич мог опираться и на многочисленные примеры трёхпролетных аркад в архитектуре неоренессанса XIX века.
В здании установлен лифт. Для первого лифтового устройства оборудование было поставлено компанией Siemens. Ныне существующий механизм произведен компанией Stein в 2007 г., о чём свидетельствует табличка внутри лифтовой кабины.

## История
Первое здание на этом месте было построено в 1740-x годах. Первоначально дом был построен по образцовому проекту, главный фасад имел девять осей, слева находились въездные ворота во двор. Участок тогда принадлежал купцу Серебрякову.
В 1911—1912 годах существовавший на участке дом был сломан и по проекту архитектора М. С. Лялевича было возведено здание торгового дома для фирмы меховых изделий Ф. Л. Мертенса, в котором помещались магазин, мастерские и рабочие помещения.
При проектировании здания были применены абсолютно новые инженерные и художественные решения: монолитная железобетонная несущая конструкция здания и три застеклённые арки, украшающие его монументальный фасад. Арки сделаны на высоту четырёх этажей здания, их опоры обработаны двумя полуколоннами и двумя пилястрами коринфского ордера. Остекление у арок сплошное, прерываемое по горизонтали междуэтажными перекрытиями. Арочные витрины были самыми крупными в городе, сопоставимы только с застеклёнными арками вестибюля Витебского вокзала. Широкие простенки между окнами пятого этажа украшены скульптурными букранионами, гирляндами и орнаментальными панно, соединёнными в одно целое с расположенными над арками замковыми камнями (скульптор В. В. Кузнецов). Во дворе здания установлен фонтан из известняка с фигурой белого медведя — эмблемой торгового дома Мертенса.
В 1944 году в здании был открыт первый в Ленинграде Дом моделей одежды, в дополнение к Общесоюзному дому моделей одежды в Москве (Кузнецкий мост, открыт в 1933 году).
В середине 2008 года здание было отреставрировано и отдано в аренду — в нём открылся флагманский магазин Zara в Санкт-Петербурге. После ухода Inditex с российского рынка в 2022 году здание год простояло с закрытым магазином. В апреле 2023 года вывески Zara были сняты с фасада и в помещениях открылся магазин Maag. Кроме того, в здании находятся несколько туристических агентств, ресторан сети «Марчеллис» и несколько других учреждений.